# Kari Traaová
Kari Traaová (* 28. ledna 1974) je norská akrobatická lyžařka. Na Zimních olympijských hrách v roce 2002 zvítězila v jízdě v boulích, o čtyři roky později pak ve stejné disciplíně získala stříbro. Na ZOH v roce 1998 skončila na třetím místě.

## Sportovní kariéra
Kari Traa je čtyřnásobnou mistryní světa. V letech 2001 a 2003 získala tituly za jízdu v boulích a paralelní jízdu v boulích. Je zároveň držitelkou tří stříbrných medailí (jízda v boulích, paralelní jízda v boulích v roce 1999 a jízda v boulích v roce 2005). Celkem má na svém kontě 37 vítězství v závodech světového poháru.
Na ZOH v Albertville v roce 1992, kde se poprvé pod pěti kruhy závodilo v jízdě v boulích, nepostoupila do finálových jízd a obsadila čtrnácté místo. Domácích olympijských her v Lillehammeru se nezúčastnila kvůli zranění kolena, které si přivodila pouhé tři týdny před začátkem OH. Na zimní olympiádě v Naganu (1998) získala olympijskou medaili, když se umístila na třetím místě. Z následujících zimních olympijských her přivezla dvě medaile - zlatou (2002) a stříbrnou (2006).

## Publicita
Kari Traa na sebe upoutala pozornost v roce 2001, když nafotila sérii fotografií pro sportovní magazín Ultrasport, na kterých pózovala téměř nahá. V roce 2002 vstoupila Kari na trh sportovního oblečení se svojí značkou Kari Traa.
Po skončení aktivní sportovní kariéry neopustila svět sportu a dále se věnovala mladým lyžařským talentům a pomáhala pořádat závody světového poháru. Dále se také podílí na organizování festivalu Ekstremsportveko (Extreme Sports Week), jenž je považován za jeden z největších festivalů extrémních sportů na světě.
Kari Traa byla v roce 2002 vyhlášena časopisem MANN jako “Nejvíc sexy Norka”. Stejný titul získala také v letech 2003 a 2004 od časopisu Her og Nå a TV 2 Nettavisen. V roce 2007 skončila na druhém místě v obdobném žebříčku sestaveném televizní show God kveld, Norge! V roce 2006 vyšla autobiografická knížka “Kari”.
Volný čas během tréninků a závodů si Kari krátila pletením čepic a vytváření vlastního lyžařského oblečení. Navrhovala modely, které se staly velice oblíbenými mezi jejími přáteli i lyžařkami - závodnicemi po celém světě. V roce 2002 rozhodla svého koníčka přeměnit na podnikání a založila značku Kari Traa. Původní řadu, kterou tvořily čepice, doplnily další modely. Na mezinárodní bázi byla značka Kari Traa uvedena na trh v roce 2006 a v současné době má své pevné zastoupení ve 12 evropských zemích, včetně České republiky.

## Kari Traa Freestyle Team
Po Olympijských hrách v Turíně 2006, kde získala stříbrnou medaili, cítila Kari velkou touhu přivést nové talenty k freestyle lyžování a lyžování v boulích. Se svolením Norské lyžarské federace a Olympijským výborem zorganizovala v roce 2006 nábor nových talentů a vybrala 14 dívek, které se staly prvními členkami Kari Traa Freestyle Team. Mezi ně patří i Hedwiga Wessel, která obsadila 3. místo na závodech Světového poháru v Moskvě, Rusko 2016.